# Sumner Byron Myers
Sumner Byron Myers (19 de fevereiro de 1910 — 8 de outubro de 1955) foi um matemático estadunidense.
Especialista em topologia, estudou na Universidade Harvard, onde obteve o doutorado em 1932, orientado por Marston Morse.